# 4794 Bogard
4794 Bogard este un asteroid din centura principală, descoperit pe 16 septembrie 1988 de Schelte Bus.